# Lithogenes villosus
Lithogenes villosus är en fiskart som beskrevs av Eigenmann, 1909. Lithogenes villosus ingår i släktet Lithogenes och familjen Loricariidae. Inga underarter finns listade i Catalogue of Life.